# 徐达北伐
徐达北伐是元至正二十七年（1367年）十月至明洪武二年（1369年）十二月明军与元军在中原和西北区域内进行的战略决战。

## 背景
元末天下大乱，朱元璋崛起于江淮地区，实力不断壮大，逐步建立了政权。。元至正二十七年（1367年）十月二十一日，朱元璋命丞相徐达为征虏大将军，平章常遇春为征虏副将军，率军二十五万人由淮河入河南，北伐中原。

## 过程
北伐大军所到之处，不杀掠，不扰民。向北方人民发布「驱逐胡虏，恢复中华」的檄文，北方人民纷纷依附北伐军，所以北伐比较顺利。

### 战略部署
北伐分为三个阶段。第一阶段由徐达指挥，首先攻取山东，继而转攻河南，占据潼关；第二阶段，攻取河北及元朝大都，消灭元朝；第三阶段，主力由大都南下攻取山西，略定陕甘，完全取得北方控制權。

### 北伐元大都
洪武元年（1368年）四月，徐达、常遇春率领大军按照既定好的撤屏蔽、剪羽翼、据户槛之战略，先后平定了山东、河南，还同时占领潼关，元大都处在孤立的地位，于是朱元璋在同年五月到汴梁（今河南开封），与北伐军商量灭元之事。之后，徐达亲自率大军主力渡过黄河，攻占邯郸等河北各地。北伐军到了临清后和各路军会合，水陆并进。同年八月明軍攻克元大都，元朝灭亡。元順帝逃到上都，史称北元。同年十月，朱元璋曾经诏谕元顺帝父子来归顺，而北元方面没有回信；朱元璋又以礼相待元朝时期的故宮旧址，并安抚归附的北方及蒙古人、色目人等地方百姓，下令严禁大军骚扰地方。

### 攻克陕西、山西
而逃到蒙古高原的北元实力仍然对明朝造成了一定的威胁，残余的元朝军队仍分布在上都、辽东、秦陇、云南等地，而四川还有明昇的明夏政权。洪武元年（1368年）十二月，徐达率大军兵分三路一举攻克太原、大同、宣府等地，迫使元将王保保（扩廓帖木儿）逃到甘肃，山西尽皆归属明朝。洪武二年（1369年）三月，明军攻入陕西关中等地，攻克西安、凤翔，元将李思齐率部十万之众奔临洮。朱元璋给李思齐写信，让他投降，另一方面让冯胜率军攻打他，李思齐被迫出降。同年五月，徐达乘胜收取平凉、延安。在兰州东部，北元主力王保保部精锐被歼灭。六月，常遇春回师北平，攻取上都，元顺帝北逃应昌。八月，徐达攻克庆阳，斩杀张良臣，占陕西全境。  

### 进军西北
洪武二年（1369年），北元攻打原州、泾州、大同等地，都被明军击退。洪武三年（1370年），元顺帝病死，太子爱猷识理达腊袭位。朱元璋以王保保屡次骚扰西北为由，命徐达为征虏大将军，李文忠、冯胜、邓愈、汤和为副将军，分兵出击，先后攻克定西、兴和、应昌等地，大败扩廓所部，俘元郯王及平章以下将士八万六千余人，元嗣君爱猷识理达腊向北逃窜。邓愈率大军从临洮进攻河州，安抚了青藏高原的吐蕃诸部，于是河州以西的朵甘、乌斯藏等诸部纷纷归附明朝。  
洪武五年（1372年）正月，朱元璋命徐达等再次集中步骑十五万分路北伐北元。徐达率中路军深入蒙古高原，却遭到北元士兵的突袭，死伤万余，败回到长城内；李文忠所率东路军也失利，退回到明朝境内；只有冯胜、傅友德的西路军获胜，攻取甘州、兰州，又在瓜州和沙州，击败了北元兵残部，控制了甘肃全境。朱元璋于是暂时停止了军事进攻，开展了政治攻势，还加强边防，设置卫所，修补长城，屯田戍边。此后，北元兵虽然屡次骚扰边境，但也遭到明军反击，不敢深入明朝境内，明朝基本控制了西北地区局势。从洪武十三年（1380年）到洪武二十九年（1396年），明朝先后六次攻打北元。北元末主被部属杀死，余部四散，蒙古可汗废除大元国号，北元灭亡，明朝的统治得到巩固。

## 评价
徐达北伐是明朝灭元之战的一个战略决策和战争经过基本吻合的典型战例，結束了元朝於中原地區统治，並确立明朝对該地的主要统治地位。